# جولي هوغو
جولي هوغو (بالفرنسية: Julie Hugo)‏ هي رسامة فرنسية، ولدت في 1797 في باريس في فرنسا، وتوفي بنفس المكان في 10 أبريل 1865.